# Salajci
Salajci su naseljeno mjesto u Republici Hrvatskoj u Zagrebačkoj županiji. 

## Zemljopis
Administrativno su u sastavu općine Gradec. Naselje se proteže na površini od 2,53 km².

## Stanovništvo
Prema popisu stanovništva iz 2001. godine u Salajcima živi 88 stanovnika i to u 26 kućanstava. Gustoća naseljenosti iznosi 34,78 st./km².
| broj stanovnika |       |       |       |       |       | 130   | 140   | 165   | 137   | 121   | 112   | 97    | 89    | 88    | 88    | 72    | 55    |
|                 | 1857. | 1869. | 1880. | 1890. | 1900. | 1910. | 1921. | 1931. | 1948. | 1953. | 1961. | 1971. | 1981. | 1991. | 2001. | 2011. | 2021. |